# ОШ Бранко Радичевић Трговиште
ОШ „Бранко Радичевић” у Трговишту, једна је од установа основног образовања на територији општине Трговиште.